# Jan Latham-Koenig
Jan Latham-Koenig est un chef d'orchestre britannique né le 15 décembre 1953 à Londres.

## Biographie
Jan Latham-Koenig naît le 15 décembre 1953 à Londres,.
Il étudie le piano et la direction d'orchestre au Royal College of Music avec Norman Del Mar, Kendall Taylor et Lamar Crowson (en), avant de commencer à diriger divers orchestres britanniques. Son activité se développe ensuite en Italie, où il se distingue notamment dans le répertoire lyrique et la musique contemporaine,.
En 1976, il fonde le Koenig Ensemble, un orchestre à géométrie variable. Il mène de front une carrière de pianiste et de chef d'orchestre jusqu'en 1981 mais se consacre depuis lors exclusivement à la direction,.
Entre 1981 et 1986, Jan Latham-Koenig est membre du Chantier international d'art (it) de Montepulciano,.
De 1989 à 1992, il dirige l'Orchestre symphonique de Porto, nouvellement créé.
Comme chef d'orchestre invité, il fait ses débuts à Covent Garden avec La Bohème de Puccini en 1985, à l'English National Opera avec Tosca en 1987, et au Staatsoper de Vienne avec Macbeth de Verdi en 1988. La même année, il devient principal chef invité à l'Opéra de Rome,. En 1993, il dirige au Festival de Salzbourg.
Entre 1997 et 2003, Jan Latham-Koenig est directeur musical de l'Orchestre philharmonique de Strasbourg.
Il est ensuite chef de la Philharmonie de Wrocław, puis est nommé nommé directeur musical de l'Orchestre du Teatro Massimo de Palerme en 2005. En 2006, il devient directeur musical au Teatro municipal de Santiago du Chili et chef de l'Orchestre philharmonique de l'UNAM à Mexico en 2011.
En 2011, il est nommé directeur artistique du Nouvel Opéra de Moscou, devenant ainsi le premier directeur britannique d'une grande maison d'opéra russe. Dans les années 2010, il est également directeur musical de l'Orchestre symphonique des Flandres à Bruges.
En 2019, il fonde le Britten Shostakovich Festival Orchestra.
En 2020, il est nommé Officier de l'Ordre de l'Empire britannique (OBE) pour « les services rendus à la musique et aux relations culturelles entre le Royaume-Uni et la Russie ».
À la baguette, Jan Latham-Koenig est le créateur d'œuvres de Jean-Louis Agobet (Génération, concerto grosso pour trois clarinettistes et orchestre, 2003), Gilberto Bosco (Interludio, 1985), Sylvano Bussotti (Phèdre, 1988 : L'ispirazione, 1988), Lorenzo Ferrero (La figlia del mago, opéra pour enfants, 1981), Jonathan Harvey (Gong-Ring, 1984) et Marco Tutino (Light Sonata, 1984), notamment.
Directeur musical du Teatro Colón de Buenos Aires depuis 2022, il est licencié en janvier 2024 de son poste par l'institution argentine, en raison d'accusations de délit sexuel sur mineur qui pèsent sur lui au Royaume-Uni,,. En mai 2024, il est condamné par un tribunal londonien à quatorze mois de prison avec sursis et mise à l’épreuve de deux ans,.